# Duomo di Mantova
Il duomo di Mantova, pure noto come la cattedrale di San Pietro apostolo, è il principale luogo di culto della città di Mantova, chiesa madre della diocesi omonima.
La cattedrale è situata sul lato nord della centralissima piazza Sordello, non lontano dal Palazzo Ducale e dalla basilica di Sant'Andrea. Dal 1940 è monumento nazionale.

## Storia

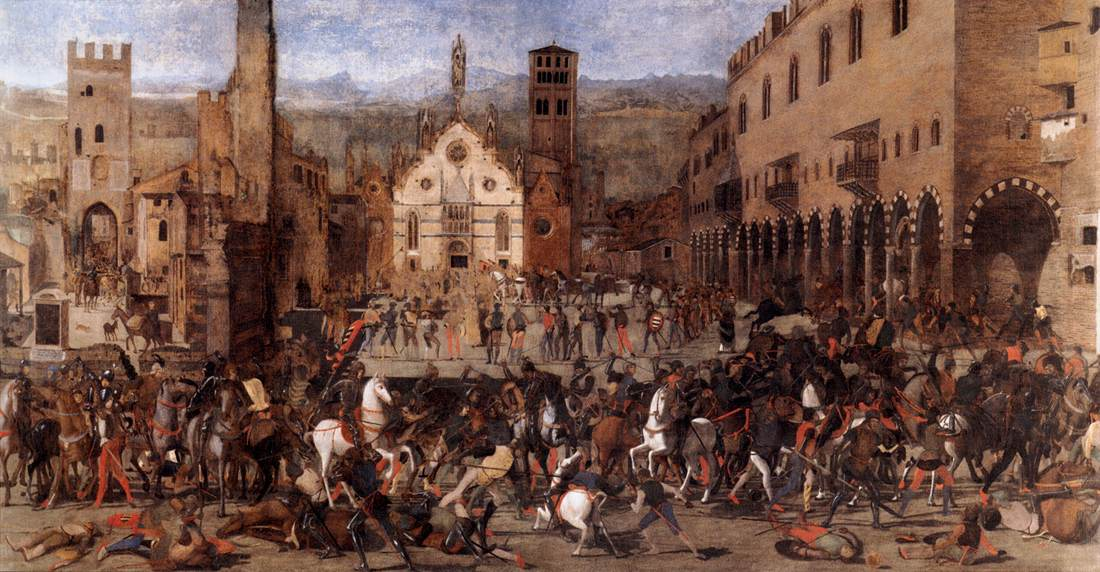
La facciata quattrocentesca del Duomo, Domenico Morone, Cacciata dei Bonacolsi, 1494 (Mantova, Palazzo Ducale)

Di origine paleocristiana, distrutta da un incendio nell'894, fu rapidamente rieretta in stile protoromanico. Ricostruita a partire dal 1132 dal vescovo Manfredo, la chiesa, inizialmente in stile romanico (di quest'epoca è ancora il campanile) fu terminata prima del 1150. 
Il duomo venne riedificato dal 1395 al 1401 su commissione di Francesco I Gonzaga e sorge sulla chiesa romanica di San Pietro di cui si conservano solo alcune strutture murarie e il campanile. 

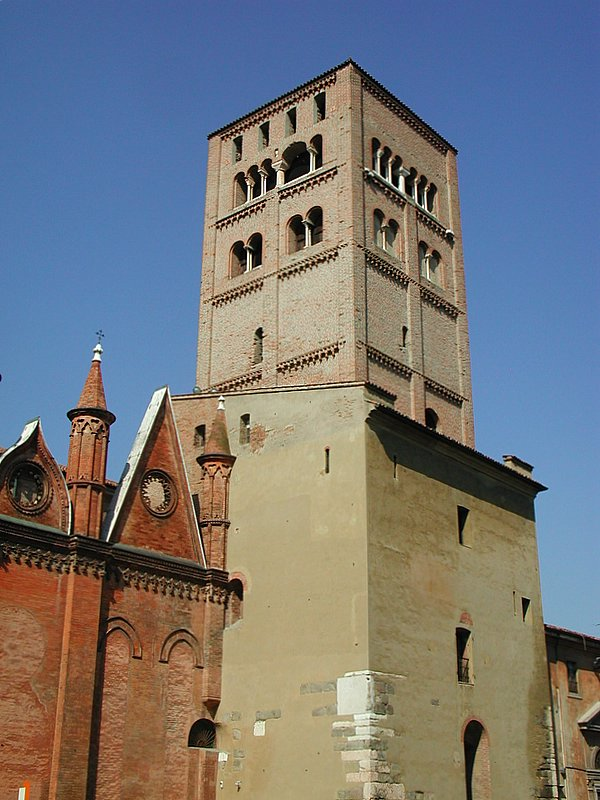
Campanile del Duomo, di epoca romanica

Nel 1395 Francesco I, per celebrare la nascita del suo primogenito, ordinò la costruzione di una nuova facciata in stile gotico. Venne realizzata dai fratelli veneziani Jacobello e Pierpaolo dalle Masegne: della loro originale opera con due file di cappelle gotiche, ornate da guglie e cuspidi in marmo e in cotto, è sopravvissuto soltanto il fianco destro del Duomo in stile gotico fiorito. La facciata di quest'epoca, dotata di un protiro, rosoni e pinnacoli, oggi non più esistente in quanto demolita nel 1756, è testimoniata da un prezioso dipinto di Domenico Morone che si trova a Palazzo Ducale.
Nel 1545, dopo un nuovo incendio, il cardinale Ercole Gonzaga allora reggente del Ducato di Mantova ne richiese la ristrutturazione. Il Duomo fu dunque ristrutturato da Giulio Romano, che lasciò intatte la facciata e le pareti perimetrali ma ne modificò sostanzialmente l'interno, trasformandolo in forma simile all'antica Basilica di San Pietro a Roma in versione paleocristiana, prima dell'intervento su quest'ultima di Bramante, Raffaello e Antonio da Sangallo. Tale scelta può essere messa in rapporto con le simpatie evangeliste del cardinale Ercole Gonzaga, committente dell'opera, in polemica con la politica papale di quegli anni. La morte di Giulio Romano nel 1546 segnò una lunga interruzione dei lavori, che continuarono sotto la guida di Giovan Battista Bertani alterando probabilmente il primo progetto, specialmente nella realizzazione del presbiterio. Su iniziativa del vescovo Antonio Guidi di Bagno l'attuale facciata completamente di marmo, fu realizzata tra il 1756 e il 1761 su disegno del romano Nicolò Baschiera, ingegnere dell'esercito austriaco. L'incarico dei lavori furono affidati a Giovan Angelo Finali (1709-1772), un artista di Valsolda a lungo attivo a Verona, autore anche delle statue poste sulla facciata assieme allo scultore Giuseppe Tivani. Durante il periodo di occupazione francese, il Duomo fu oggetto di pesanti spoliazioni napoleoniche. Si ricorda le Tentazioni di Sant’Antonio abate, di Paolo Veronese, tra le 10 tele del Duomo di Mantova, commissionate ad artisti veronesi e mantovani dal cardinale Ercole Gonzaga alla metà del millecinquecento che oggi si trovano al Museo di Caen, in Normandia, dai tempi dell'occupazione napoleonica.

## Descrizione
Il Duomo è una sovrapposizione di tre stili: la facciata tardo barocca, il fianco sinistro gotico, e il campanile romanico.

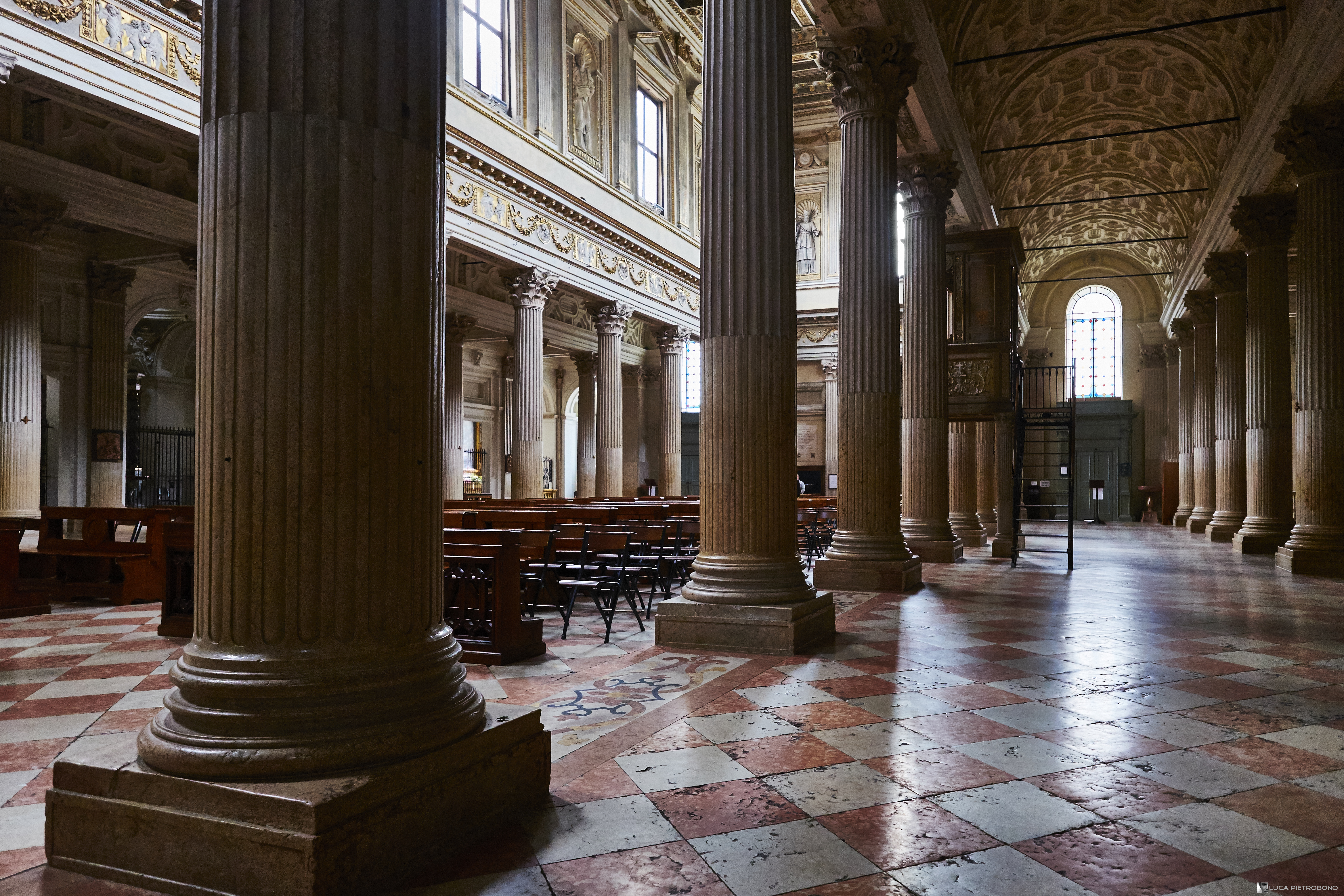
Colonnato del Duomo di Mantova

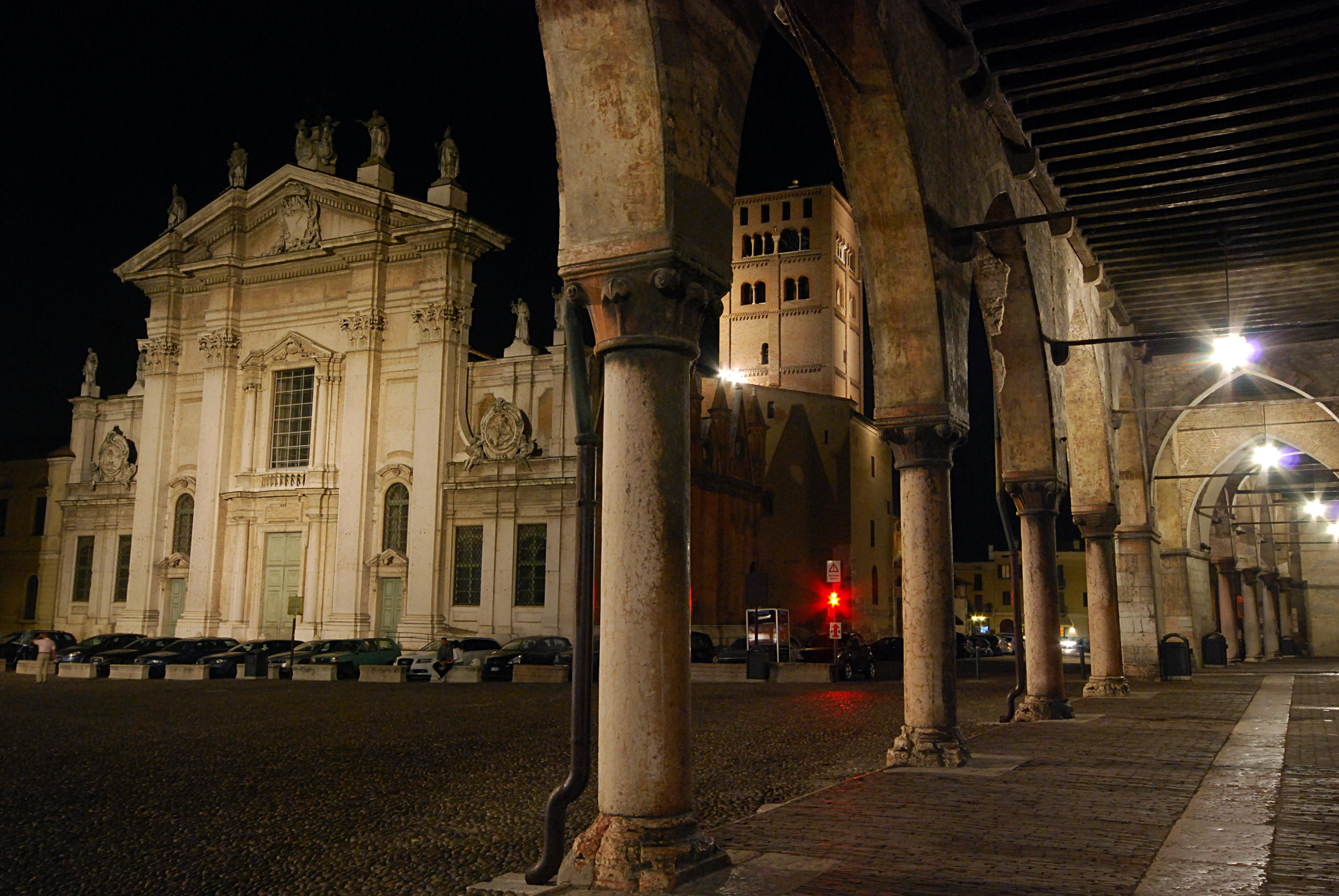
Il Duomo

### Esterno
La facciata della cattedrale è a salienti, con la parte centrale, in cui si aprono i tre portali, scandita da quattro paraste corinzie e sormontata da un frontone triangolare.
Sul timpano sono collocate le statue raffiguranti San Celestino, San Pietro, San Paolo e Sant'Anselmo, mentre sui corpi laterali, sempre da sinistra a destra, quelle di Santa Speciosa, San Luigi Gonzaga, San Giovanni Bono e la Beata Osanna Andreasi. 
Lungo il fianco destro, si possono ancora vedere le cuspidi e le guglie di coronamento quattrocentesche; il campanile romanico ospita un concerto di sette campane, di cui le 6 grandi accordate secondo la scala di Si♭2 maggiore e la piccola è un'ottava sopra la campana grossa. La più grande è ottima opera dell'insuperato maestro settecentesco Giuseppe Ruffini. Le restanti furono fuse dalla ditta Cavadini di Verona nella prima metà del XIX secolo.

### Interno

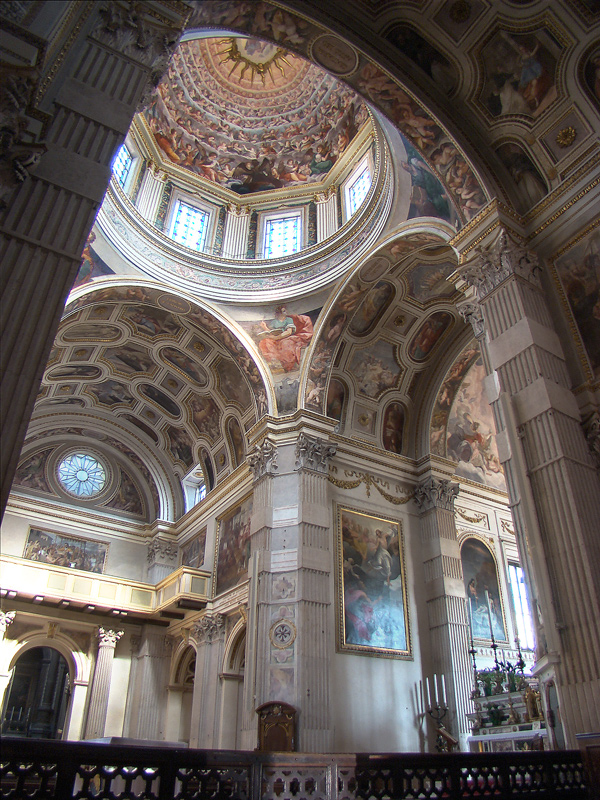
Interno del Duomo di Mantova

L'interno della cattedrale è a croce latina, con aula divisa in cinque navate da quattro file di colonne corinzie scanalate.
Le due navate laterali esterne e la navata centrale sono coperte con un soffitto piano a cassettoni, le due navate laterali interne sono coperte con volte a botte. Lungo ciascuna delle due navate laterali esterne si apre una fila di cappelle laterali, i cui altari sono ornati da pale dei più importanti artisti del manierismo mantovano (le tele di Paolo Veronese e Giulio Campi, le più importanti del ciclo, non sono oggi più a Mantova). In realtà le cappelle non erano presenti nel progetto originario di Giulio Romano, in quanto ivi disegnò altre due navate. Con una cancellata furono separate le due navate esterne creando delle psudo cappelle senza comunque interrompere lo spazio corrente tipico di una navata.
Nella navata di sinistra sono stati inseriti altari dedicati alla devozioni di alcuni santi. Il primo in sequenza dall'entrata del duomo, è l'altare di Sant'Agata, con dipinto di Ippolito Costa del 1552 che raffigura la martire nell'atto di subire l'amputazione del seno. In sequenza si susseguono gli altari dedicati a Santa Speciosa, a Santa Lucia e a San Pio X, vescovo di Mantova dal 1884 al 1893. Le pale d'altare presenti sono rispettivamente di Giovanni Battista Bertani, di Fermo Ghisoni e di Alessandro Dal Prato (1909-2002).
Sulla crociera, si eleva la cupola, con tamburo ottagonale e priva di lanterna, dipinta internamente con il Paradiso. L'altare maggiore è in marmi policromi ed è sormontato da un Crocifisso ligneo scolpito.
Il braccio sinistro del transetto termina nella cappella del Santissimo Sacramento, che venne realizzata nel XVII secolo, decorata alla fine del XVII e legata al culto della reliquia del sangue di Cristo. Sempre sul lato sinistro è presente il santuario della Vergine Incoronata forse disegnato da Luca Fancelli attorno al 1480 e alla Sacrestia quattrocentesca la cui volta è decorata con medaglioni di scuola del Mantegna.

### Organo a canne
Sulla cantoria del braccio di destra del transetto, si trova l'organo a canne della cattedrale, costruito dalla ditta organaria cremasca Benzi-Franceschini nel 1915 ed in seguito più volte restaurato ed ampliato. L'ordinaria manutenzione è eseguita dalla ditta Micheli di Volta Mantovana.

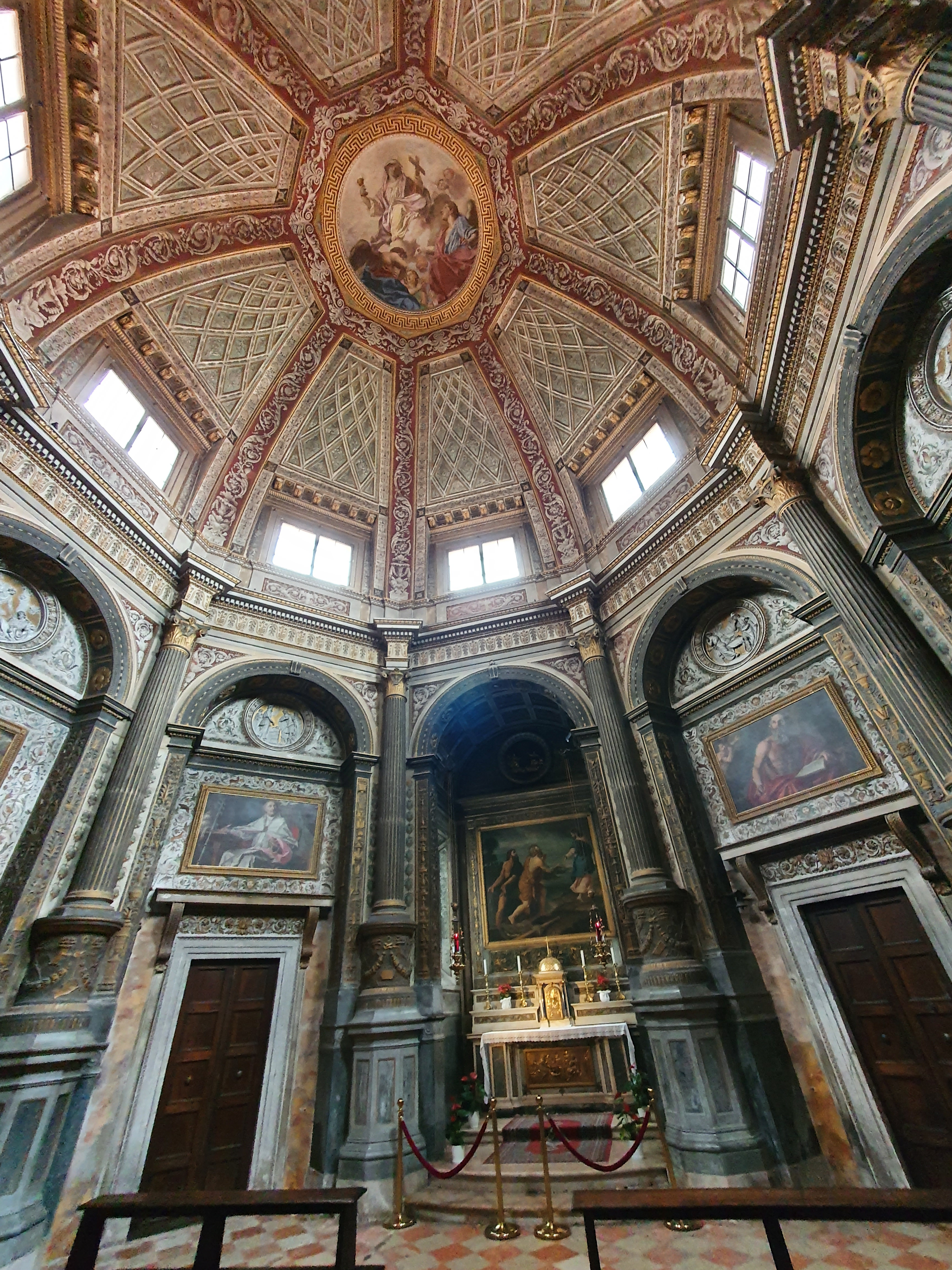
Capella del Santissimo Sacramento (1664)

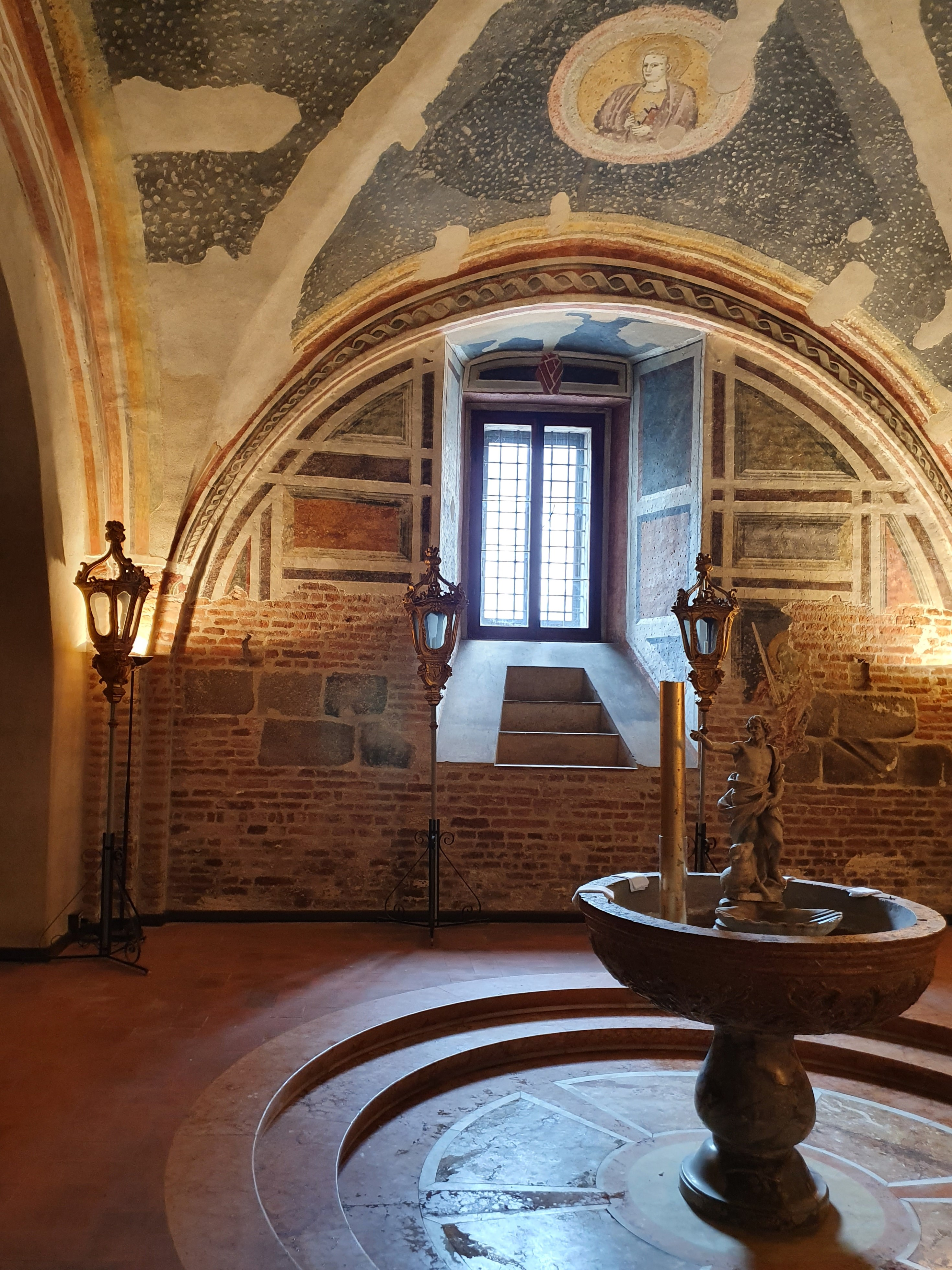
Il battistero

Lo strumento è a trasmissione elettropneumatica, con consolle mobile indipendente situata a pavimento nel transetto, nei pressi del presbiterio, avente due tastiere di 61 note ciascuna e pedaliera concavo-radiale di 32 note. La cassa neoclassica, in legno scolpito e dorato, deriva del precedente strumento della prima metà dell'Ottocento ed è stata disegnata da Giambattista Marconi; presenta la mostra composta da tre cuspidi di canne di principale con bocche a scudo allineate orizzontalmente.

### Tombe di personaggi illustri
Il Duomo di Mantova accoglie le spoglie di illustri personaggi della storia della città:
- Sant'Anselmo, patrono della città morto nel 1086
- Bonifacio di Canossa, padre della contessa Matilde
- Beato Giacomo Benfatti. vescovo della città nel 1304
- Luigi I Gonzaga, fondatore della dinastia dei Gonzaga
- Filippino Gonzaga, figlio di Luigi Gonzaga
- Antonio degli Uberti, vescovo di Mantova dal 1444 al 1466
- Galeazzo Cavriani, vescovo di Mantova dal 1390 al 1417
- Osanna Andreasi, venerata come beata
- Ludovico III Gonzaga, II marchese di Mantova
- Barbara di Brandeburgo[7], moglie di Ludovico III Gonzaga
- Eleonora d'Austria, moglie di Guglielmo Gonzaga
- Ercole Gonzaga, cardinale
- Ferrante I Gonzaga, conte di Guastalla
- Federico Gonzaga, cardinale e vescovo di Mantova
- Francesco Gonzaga, vescovo di Mantova
- Giovanni Corti, vescovo di Mantova
- Paolo Carlo Francesco Origo, vescovo di Mantova
- Carlo Ferrari, vescovo di Mantova
- Giovanni Benedetto Castiglione, pittore e incisore italiano

### Opere d'arte
Tra le opere d'arte si segnalano:

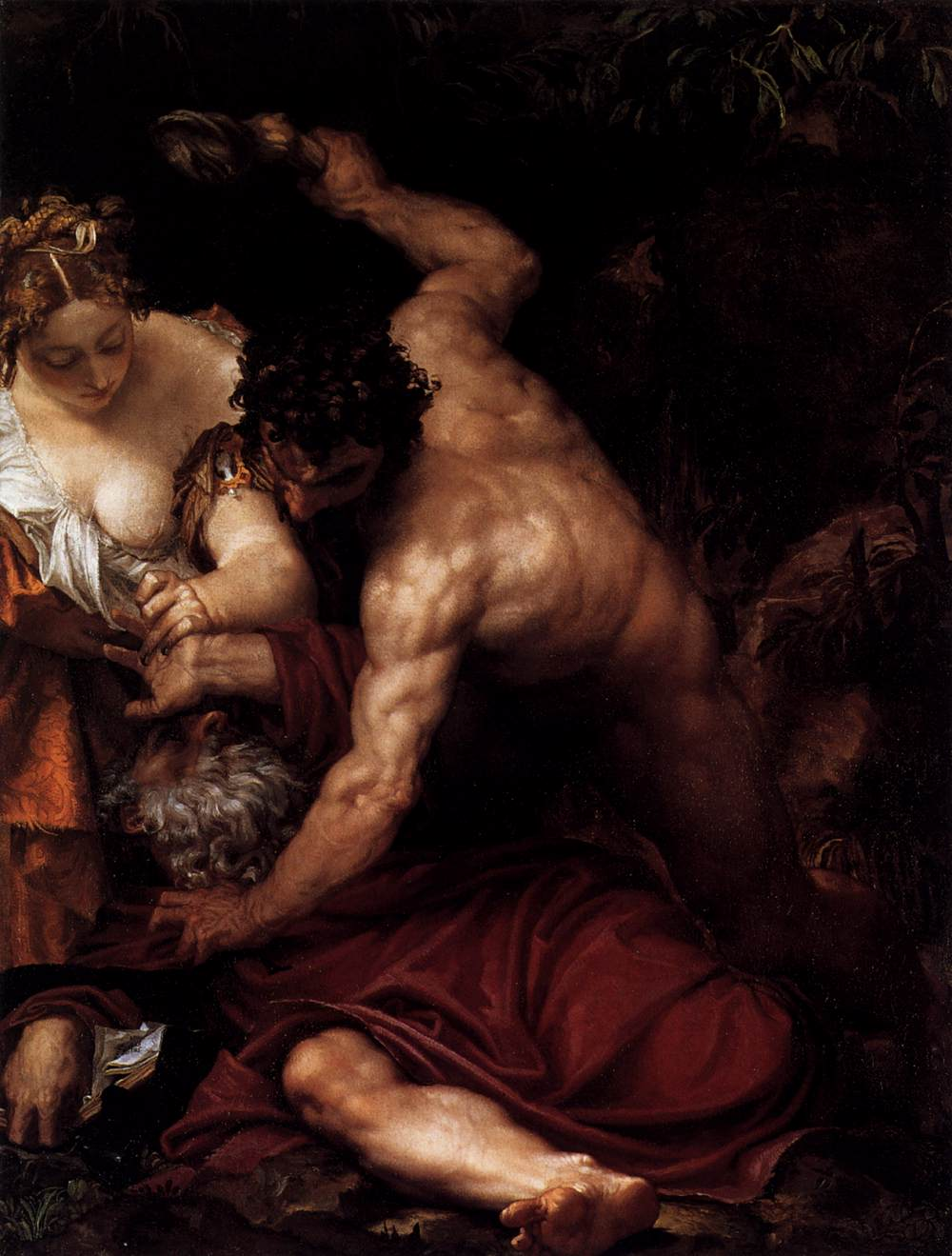
Tentazioni di Sant'Antonio abate, Veronese, Museo di Caen

- un sarcofago paleocristiano, del IV-V secolo posizionato sul lato destro della chiesa tra la prima e la seconda cappella
- gli affreschi del battistero (inizi del XIV secolo)
- Cappella dell'Incoronata, di architettura simile alle idee di Leon Battista Alberti
- sacrestia (un tempo Cappella dei Voti), con la volta affrescata da un seguace di Andrea Mantegna.

- La Trinità con la Vergine e SAS. Giovanni tra gli angeli di Antonio Maria Viani, affresco, m². 180 circa, catino absidale
- Santa Margherita (1552) di Domenico Brusasorci, dipinto su tela, cappella del Sacramento
- San Martino dona parte del mantello al povero (1552) di Paolo Farinati, dipinto su tela
- Transito di San Giuseppe (1616) di Niccolò Ricciolini
- San Domenico di Bernardino Malpizzi
- Madonna d'Itria di Antonio Maria Viani
- San Luigi Gonzaga di Ippolito Andreasi
- Santa Speciosa di Giovan Battista Bertani
- Vocazione degli apostoli Pietro e Andrea di Fermo Ghisoni da Caravaggio